# Законодательное собрание Кировской области
Законодательное собрание Кировской области (Заксобрание, ОЗС) — законодательный (представительный) орган государственной власти Кировской области, является постоянно действующим высшим и единственным органом законодательной власти Кировской области.
20 марта 1994 года, когда состоялись выборы в Кировскую областную думу первого созыва. В третьем созыве 4 июля 2002 года Кировская областная дума переименована в Законодательное собрание Кировской области.
Действующий седьмой созыв избран в единый день голосования 19 сентября 2021 г.

## Состав
Состоит из 40 депутатов, избираемых на пять лет. Из них 13 депутатов избирается по партийным спискам, остальные — по 27 одномандатным избирательным округам. 
На постоянной основе работают четыре депутата: председатель, два его заместителя, председатель комитета по законодательству и местному самоуправлению. Остальные депутаты осуществляют свои полномочия без отрыва от основной деятельности.

### Комитеты
В Законодательном собрании седьмого созыва сформировано семь комитетов:
- по аграрной политике и развитию сельских территорий;
- по законодательству и местному самоуправлению;
- по промышленности и развитию инфраструктуры;
- по регламенту и взаимодействию с институтами гражданского общества;
- по социальным вопросам;
- по экологии и природопользованию;
- по экономике, бюджету и развитию предпринимательства.

### Депутатские объединения
В Законодательном собрании седьмого созыва сформировано шесть фракций:
- Единая Россия (25 депутатов),
- Справедливая Россия (7 депутатов),
- КПРФ (2 депутата),
- ЛДПР (2 депутата),
- Российская партия пенсионеров (1 депутат),
- Новые люди (1 депутат).

Два депутата, избранные по списку партии "Справедливая Россия", вышли из состава фракции спустя год после формирования созыва.

## История

### Сроки полномочий созывов Законодательного собрания
Первый созыв депутатов избирался на срок 3 года, второй — 4 года, третий и последующие — 5 лет.

### Первый созыв
Выборы в Кировскую областную думу состоялись 20 марта 1994 года на срок полномочий 3 года. Первое заседание прошло 14 апреля 1994 года. Все 47 (от установленного числа 48) депутатов думы были избраны на альтернативной основе по 48 одномандатным избирательным округам (один округ от каждого муниципального района или города, не зависимо от количества избирателей).
За три года депутатами было принято всего 36 законов области, в том числе регламентирующих устройство власти в Кировской области. Был принят Устав области. Разработаны законы «Об областной Думе», «О Правительстве и иных органах исполнительной власти», «О статусе депутата».

### Второй созыв
Второй созыв Кировской областной думы избран 23 марта 1997 года в количестве 54 депутатов. Выборы проходили также по мажоритарной системе, но уже по 27 двухмандатным округам (по 2 депутата от каждого округа) с примерно равным количеством избирателей в каждом округе.
В думе второго созыва было сформировано семь постоянных комиссий.

### Третий созыв
Третий созыв Кировской областной думы избран 25 марта 2001 года в количестве 50 депутатов. Выборы проходили по 27 одномандатным округам (по 2 депутата от каждого округа). После повторных выборов 17 июня 2001 и 24 марта 2002 депутатский корпус сформирован в полном составе из 54 депутатов.
Именно третьим созывом депутатов изменено наименование законодательного (представительного) органа государственной власти области — «Законодательное собрание Кировской области». Таким образом, с 11 июля 2002 года Кировская областная дума переименована в «Законодательное собрание Кировской области».
В составе Законодательного собрания третьего созыва работало восемь постоянных комитетов, были сформирована две депутатские группы: «Единая Россия» и агропромышленная.

### Четвёртый созыв
Четвёртый созыв Законодательного собрания избран 12 марта 2006 года в количестве 53 депутатов. Довыборы еще одного депутата состоялись 11 марта 2007 года.
Начиная с четвёртого созыва выборы депутатов Законодательного собрания проходят по смешанной системе: 27 депутатов избираются по партийным спискам, остальные — по 27 одномандатным избирательным округам (один депутат от округа).
К распределению депутатских мандатов четвёртого созыва по партийным спискам были допущены пять партий. Они же изначально сформировали пять фракций: «Единая Россия» (29 депутатов), КПРФ (5 депутатов), ЛДПР (5 депутатов), «Российская партия пенсионеров» (5 депутатов), «Аграрная партия России» (5 депутата). В конце созыва в Законодательном собрании осталось четыре фракции: «Единая Россия» (35 депутатов, в состав фракции вошли депутаты от «Аграрной партии России»), КПРФ (5 депутатов), ЛДПР (5 депутатов), «Справедливая Россия: Родина/Пенсионер/Жизнь» (3 депутата). В 2009 году сформирована депутатская группа «Независимые депутаты» (6 депутатов).
В составе Законодательного собрания четвёртого созыва были сформированы восемь постоянных комитетов.

### Пятый созыв
Пятый созыв Законодательного собрания избран 13 марта 2011 года в количестве 53 депутатов. Довыборы еще одного депутата состоялись 4 декабря 2011 года.
В Законодательном собрании пятого созыва были сформированы четыре фракции от партий: «Единая Россия» (28 депутатов), КПРФ (10 депутатов), ЛДПР (5 депутатов), «Справедливая Россия» (10 депутатов). Пятый созыв был единственный, когда каждая из фракций смогла выдвинуть одного из заместителей председателя Законодательного Собрания.
Кроме председателя и четырёх (с 2015 г. - трёх) его заместителей на освобожденной основе в Законодательном собрании пятого созыва работали председатели пяти из восьми постоянных комитетов.

### Шестой созыв
Шестой созыв Законодательного собрания избран  18 сентября 2016 года в количестве 54 депутатов.
В Законодательном собрание шестого созыва были сформированы четыре фракции от партий: «Единая Россия» (37 депутатов), КПРФ (4 депутата), ЛДПР (8 депутатов), «Справедливая Россия» (5 депутатов).
В составе Законодательного собрания шестого созыва было сформировано шесть постоянных комитетов и одна комиссия. На освобожденной основе работали семь депутатов: председатель, два его заместителя, председатели трёх комитетов и председатель комиссии.

### Седьмой созыв
Дата избрания депутатов Законодательного собрания Кировской области действующего (седьмого) созыва — 19 сентября 2021 года.

### Представитель в Совете Федерации
- Тимченко Вячеслав Степанович — с 6 октября 2016 года

### Председатели и заместители председателей Законодательного собраний всех созывов
| Созыв | Период полномочий                      | Председатель | Заместители председателя |
| ----- | -------------------------------------- | --- | --- |
| I     | 14 апреля 1994 — 4 апреля 1997         | Михеев Михаил Александрович | Кайсин Валерий Михайлович |
| II    | 4 апреля 1997 — 9 апреля 2001          | Михеев Михаил Александрович | Кайсин Валерий Михайлович, Шутова Наталья Николаевна |
| III   | 9 апреля 2001 — 23 марта 2006          | Стрельников Александр Николаевич | Ануфриев Николай Фёдорович, Кайсин Валерий Михайлович |
| III   | 9 апреля 2001 — 23 марта 2006          | Кайсин Валерий Михайлович | Ануфриев Николай Фёдорович, Васильев Владимир Александрович |
| III   | 9 апреля 2001 — 23 марта 2006          | Васильев Владимир Александрович | Ануфриев Николай Фёдорович |
| IV    | 23 марта 2006 — 5 апреля 2011          | Васильев Владимир Александрович (Единая Россия) | Агалаков Владимир Иванович, Ефремов Николай Александрович |
| V     | 5 апреля 2011 — 6 октября 2016         | Ивонин Алексей Максимович (Единая Россия) | Курашин Михаил Вячеславович (Справедливая Россия), Мамаев Сергей Павлинович (до 14.12.2012) (КПРФ), Созонтова Марина Сергеевна (с 14.12.2012) (КПРФ), Бусыгин Николай Георгиевич (Единая Россия), Гукасов Владислав Николаевич (до 27.11.2014) (ЛДПР), Смирнов Валерий Викторович (с 24.09.2015) (ЛДПР) |
| VI    | 6 октября 2016 — 25 октября 2019       | Быков Владимир Васильевич (до 25.10.2019) (Единая Россия) Бакин Владимир Гаврилович (с 15.11.2019 до 25.12.2020) (Единая Россия) Коновалов Геннадий Валерьевич (с 04.03.2021) (Единая Россия) | Гончаров Герман Анатольевич (Единая Россия), Титов Роман Альбертович (Единая Россия) |
| VII   | 30 сентября 2021 — по настоящее время. | Береснев Роман Александрович (Единая Россия). | Морозова Ирина Генадьевна (Единая Россия). Терешков Юрий Игоревич (с 31.03.2022 до 22.09.2022) (Единая Россия). Потапенко Алексей Юрьевич (с 09.12.2022) (Единая Россия). |